# Théodore Claude Brulley
Théodore Claude Brulley est un homme politique français né le 6 juillet 1738 à Sézanne (Marne) et décédé le 16 juillet 1793 au même lieu.
Homme de loi à Sézanne, il est président du directoire du département en 1790 et député de la Marne de 1791 à 1792.

## Sources
- « Théodore Claude Brulley », dans Adolphe Robert et Gaston Cougny, Dictionnaire des parlementaires français, Edgar Bourloton, 1889-1891 [détail de l’édition]